# Antonio Maria Venusti
Antonio Maria Venusti (* 1529 in Grosio; † 1585 in Trient) war ein italienischer Mediziner.

## Leben
Antonio Venusti entstammte einer vornehmen, aber verarmten Familie. Er studierte an der Universität Bologna und wurde hier zum Dr. med. promoviert. Er praktizierte vor allem in Trient.

## Werke
- Discorso generale intorno alla generatione, al nascimento de gli huomini. Giovanni Griffio für Giovan Battista Somasco, Venedig 1562
 deutsch:  Allgemeiner Discurß Von Deß Menschen Geburtwie er nemlich erstlich in Mutterleib werde empfangen/ darinnen zunehme/ nachmals auff diese Welt geboren/ und folgends von Jahren zu Jahren für Verenderungen zu gewarten hab. Sampt angehengtem Bericht Von der Zeit/ und was zu derselbigen gehörig. Iennis / Hoffmann, Frankfurt 1618, 23:295418B im VD 17.
- Consilia medica. Venedig 1571, Digitalisat (Stadtbibliothek Lübeck)
- Consilium de Peste. 1582
- Balneorvm Bvrmiensium Descriptio, Natvra Et Virtvs. 1584